# Necròpolis del Molar
La Necròpolis del Molar és un jaciment arqueològic de l'edat del ferro i d'època ibèrica localitzat al País Valencià, entre Sant Fulgenci i Guardamar del Segura. Descobert l'any 1908, és de tipus necròpolis i s'ha obtingut una cronologia inicial del 570-525 aC. Les primeres campanyes d'excavació es van produir entre el 1929-1930, amb un seguiment d'intervencions l'any 1982. A nivell d'enterrament, es donen tant inhumacions com incineracions. Es va abandonar l'assentament cap al 430-375 aC, sense símptomes de violència.

## Localització
La necròpolis està situada entre els termes municipals de Sant Fulgenci i Guardamar del Segura. Està al peu del vessant sud de la Serra del Molar, a uns 30 metres d'altitud, limitant amb els terrenys humits i pantanosos que constituïen l'antic estuari del Segura. A l'est de la necròpolis hi ha una zona de dunes, a prop ja de la costa actual. La necròpolis del Molar es troba a la faldilla del pendent sobre la qual s'assenteix el poblat ibèric de l'Oral, mentre que l'altre poblat ibèric de la Serra, es trobaria més distant.

## Descobriment
L'any 1908, Ibarra va donar notícia del descobriment d'una escultura acèfala de toro ibèric a la Serra del Molar. Dues dècades després es va donar a conèixer oficialment l'existència de la necròpolis, en els voltants de la qual les labors agrícoles havien tret a la superfície ceràmica, pedres llaurades, restes de bronze i unes arracades d'or.

## Datació
La tipologia dels materials permet defensar per a la necròpolis una cronologia centrada entre el 570 i 525 aC i entre el 430 i 375 aC, descrivint, per tant, dues fases diferenciades. La data inicial ens la donen els fragments de copa de Siena, i la final les ceràmiques àtiques de vernís negre.

## Campanyes arqueològiques
La Comissió Provincial de Monuments d'Alacant va finançar les campanyes arqueològiques realitzades en la necròpolis en els anys 1929 i 1930, les quals van ser dirigides respectivament per Lafuente i Senent. Al 1982, Monraval va dur a terme nous treballs a la necròpolis, donant a conèixer les restes d'un probable banquet funerari, incloent-hi materials d'elaboració local i d'importació grega amb una datació en el primer quart del segle IV aC. La vaixella al·ludida, composta per plats, copes i àmfores, estava acompanyada per un mànec de ganivet en os i restes de fauna domèstica.

## Rituals
A la necròpolis es van donar tant les inhumacions com les incineracions, sent aquestes últimes més nombroses i recents.

### Inhumacions
Al Molar, les inhumacions es donen tant en pou com en cista. Els materials més probablement vinculats a aquestes inhumacions són les joies d'or, els aiguamans de bronze, els escarabeus i un compte de collaret de pasta vítria. Semblen tombes del període orientalitzant, perquè manifesten una clara influència fenícia, amb paral·lels en les necròpolis de Villaricos i El Jardí. És possible que aquestes fosses continguessin el cadàver en una caixa de fusta. La inhumació en cista documentada al Molar està formada per sis lloses de pedra a penes llaurades, que formen un habitacle rectangular per a l'esquelet.

### Incineracions
Les incineracions realitzades en el lloc van estar sotmeses a un cerimonial vistós, que incloïa banquets, libacions, danses i ofrenes funeràries. En el "ustrino", després d'encesa la pira i consumit el cadàver, es procedia a una sèrie d'ofrenes en favor del difunt. Algunes estructures de forma quadrangular, recobertes d'un paviment a base de valves de mol·luscos, van poder haver estat utilitzades per a la rentada dels ossos després de la seva cremació. Els objectes musicals documentats, com címbals i cròtals, ens permeten imaginar els balls que s'efectuarien en la necròpolis amb motiu de les incineracions.

### Aixovars

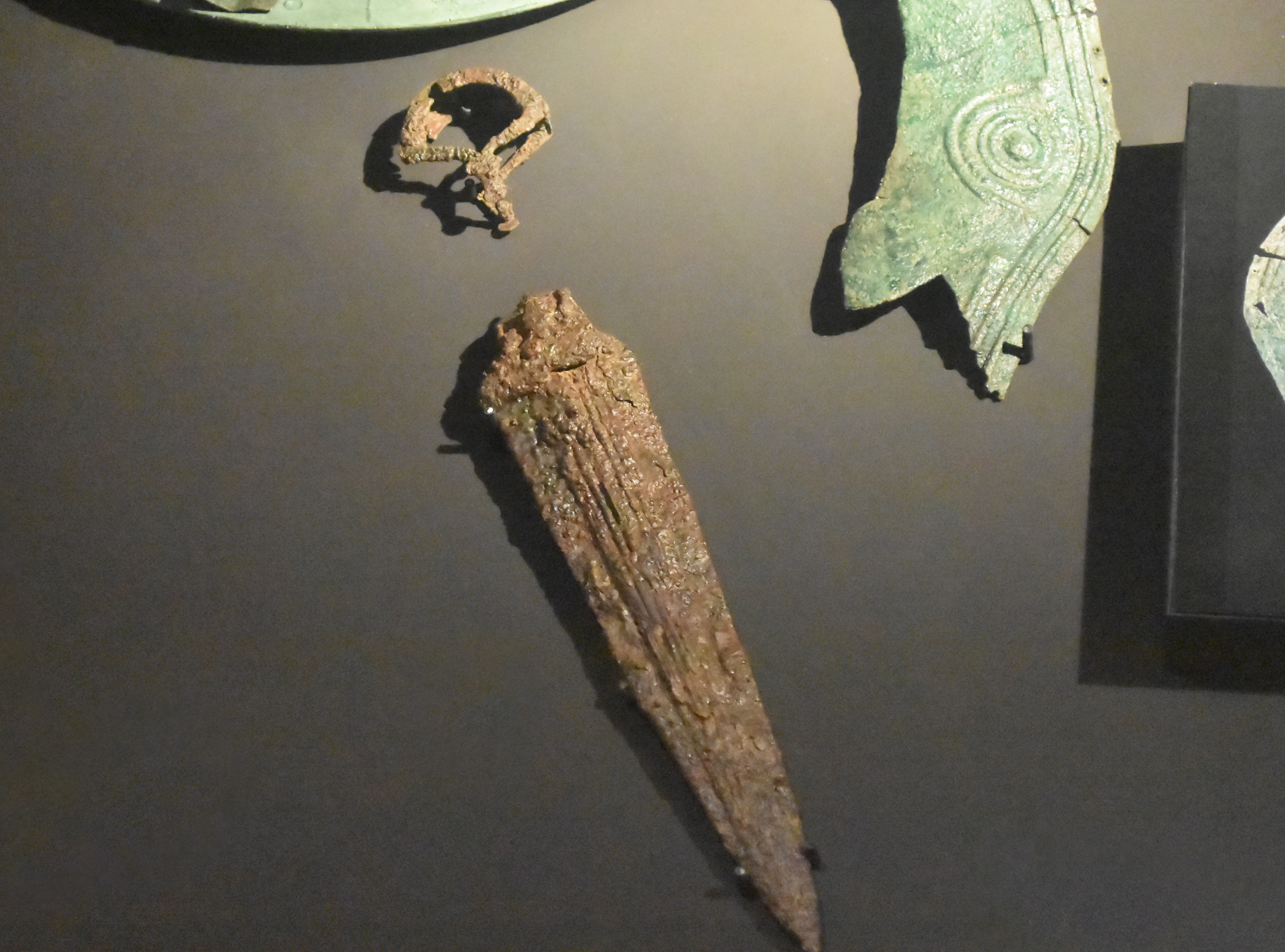
Espasa ibèrica curta o punyal de frontó de mitjans del segle VI isegle V aC, procedent de la Necròpolis del Molar i exposat al Museu Arqueològic d'Alacant.

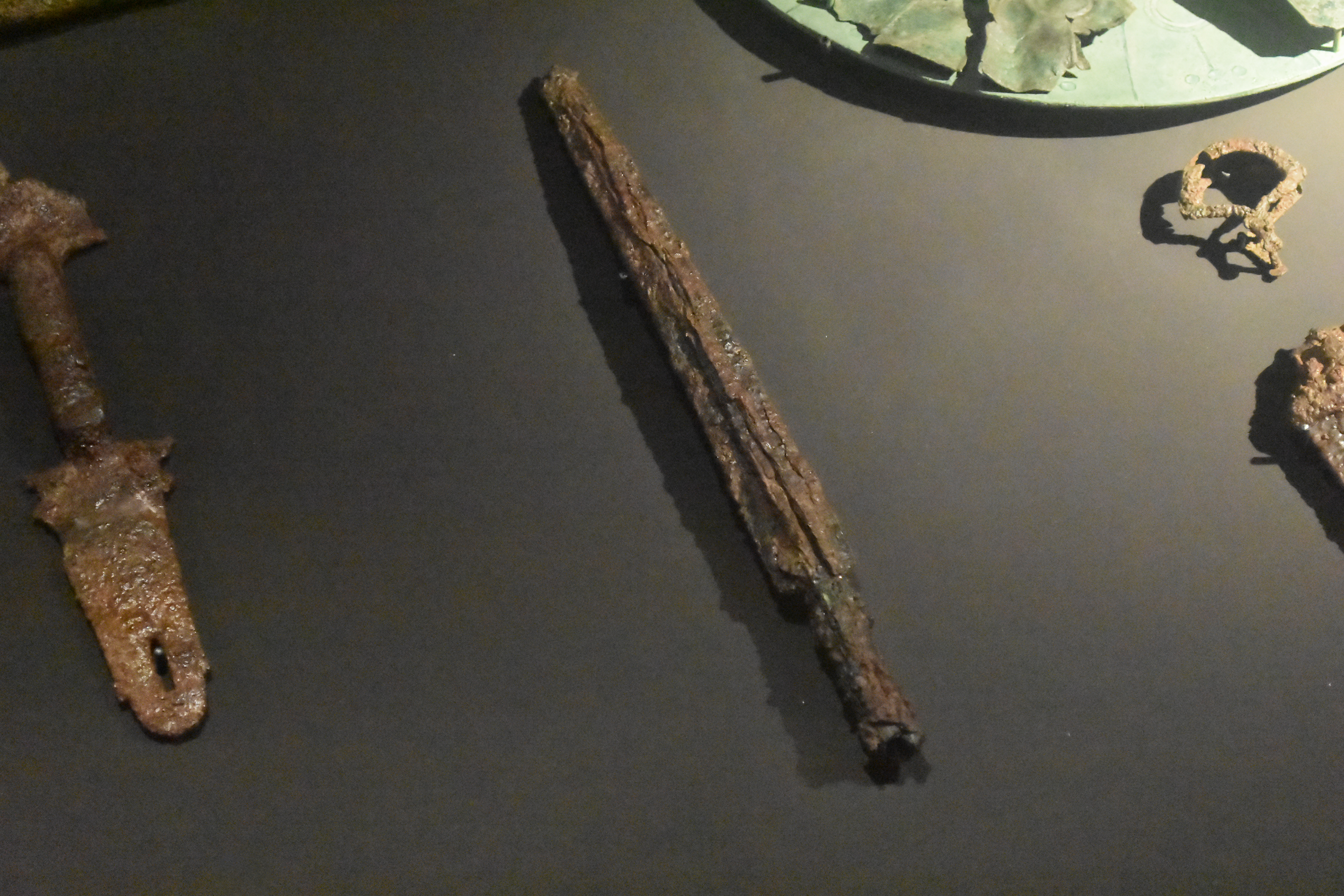
Punta de llança ibera de ferro. Segle V, amb procedència de la Necròpolis del Molar (Sant Fulgencio-Guardamar del Segura). S'exhibeix al Museu Arqueològic d'Alacant.

Entre els objectes més comunament oferts als difunts estaven les armes, com a punyals, ganivets i llances, i els elements d'ús personal, com a joies d'or i plata, fíbules de colze i anulars, botons, i fermalls de cinturó d'un o més garfis. Els clots, delimitats o no per pedres i a vegades protegits per enguixades, contenien les restes cremades i les ofrenes, bé directament o en urnes. Aquestes podien ser d'orelletes perforades, derivades del tipus Creu del Negre, o globulars de coll cilíndric, documentant-se també com a recipient funerari d'època més avançada el cràter àtic de figures vermelles, relacionades amb el concepte d'urna-casa funerària. Els aixovars podien anar dins de les urnes o al costat d'elles. Les urnes podien tancar-se amb les seves tapes, amb taps de guix o amb una llosa de pedra, que al seu torn servia per a cobrir el clot. Tot indica que la necròpolis del Molar va comptar també amb caixes funeràries en fusta i pedra i amb cenotafis, dedicats als morts les restes dels quals no havien estat recuperats.

## Abandó
La necròpolis del Molar va deixar d'utilitzar-se uns cinquanta anys abans que la necròpoli pròxima de Cabezo Lucero, la qual cosa indica que la desaparició dels enclavaments ibèrics es deuria més a factors propis de cada poblat que a causes d'índole regional. L'espai funerari del Molar s'articularia amb elements arquitectònics encarregats de suportar les escultures animalístiques, si bé aquest tipus de monuments no estaria associat a totes les sepultures, sinó només a unes poques. L'abandó de la necròpolis es va produir sense símptomes de violència, perquè fins i tot les escultures funeràries estan menys destruïdes que en altres cementiris ibèrics.